# Norcross (Georgia)
Norcross – miasto w Stanach Zjednoczonych, w stanie Georgia, w hrabstwie Gwinnett.